# أندريه سوسينكا
أندريه سوسينكا (بالتشيكية: Ondřej Sosenka)‏ مواليد 09 ديسمبر 1975 في براغ، هو دراج تشيكي سابق. سبق أن شارك في دورة الألعاب الأولمبية الصيفية. فاز بطواف بولندا في سنة 2001.

## روابط خارجية
- أندريه سوسينكا على موقع الاتحاد الدولي للدراجات (الإنجليزية)
- أندريه سوسينكا على موقع أرشيف الدراجات (الإنجليزية)
- أندريه سوسينكا على موقع إحصائيات الدراجات الإحترافية (الإنجليزية)
- أندريه سوسينكا على موقع نسبة الدراجات (الإنجليزية)
- أندريه سوسينكا على موقع أوليمبيديا (الإنجليزية)
- أندريه سوسينكا على موقع اللجنة الأولمبية التشيكية (التشيكية)